# María Guadalupe
María Guadalupe es una telenovela mexicana que se transmitió por el Canal 4 de Telesistema Mexicano (hoy el Canal de las Estrellas de Televisa) en 1960, con episodios con duración de 30 minutos. Dirigida por Raúl Astor y protagonizada por Luz María Aguilar. En un principío la telenovela se llamaría "María".

## Elenco
- Luz María Aguilar .... María Guadalupe
- Guillermo Murray
- Alejandro Ciangherotti
- Judy Ponte
- Antonio de Hud

## Producción
- Historia Original: Raúl Astor
- Dirección: Raúl Astor
- Productor general: Telesistema Mexicano